# ValuSoft
ValuSoft — ныне закрытая дочерняя компания закрытой американской компании THQ, занимавшаяся изданием и распространением компьютерных игр и ПО.

## История компании
Изначально была открыта в Миннеаполисе (штат Миннесота) под названием VSE Games и функционировала как издательская компания. Одной из игр, изданных под этим брендом, был гоночный симулятор NHRA Championship Drag Racing. Позднее была переименована в ValuSoft. В 2002 году поглощена THQ.
ValuSoft позиционировалась как компания, которая специализируется на издании бюджетных и небольших казуальных игр. Готовая продукция в виде CD и DVD-дисков распространялась в крупных розничных сетях США, таких как Walmart, Target, Best Buy, K-Mart, Office Depot, Office Max, Babbages, в категориях от $9.99 др $19.99 за диск. C 2008 года ValuSoft начала продавать свои игры в сервисе цифровой дистрибуции Steam. Также издавала программы на дисках, например, приложение Burn & Go Nitro CD/DVD для записи оптических дисков.
ValuSoft выступила издателем серий игр Hard Truck, 18 Wheels of Steel в жанре симулятора дальнобойщика и Hunting Unlimited в жанре симулятора охоты, а также издала отдельные игры, например, гоночные Demolition Champions и Crashday, ролевые Drakensang: The Dark Eye и Legend: Hand of God, шутер Nitro Family, хоррор The Haunted: Hell's Reach и другие. Выступила локализатором и издателем в США российских игр «Дальнобойщики: Путь к победе» и «Дальнобойщики 2».
В 2012 году была приобретена за неуказанную сумму Cosmi Corporation и реорганизована как ValuSoft Cosmi.
В 2019 году каталог компании в виде прав на компьютерные игры, принадлежавшие ValuSoft, и бренд ValuSoft, были приобретены Ziggurat Interactive — она и занимается продажами собственности ValuSoft в таких сервисах как Steam и GOG.